# Projection d'Albers
Pour les articles homonymes, voir Albers.

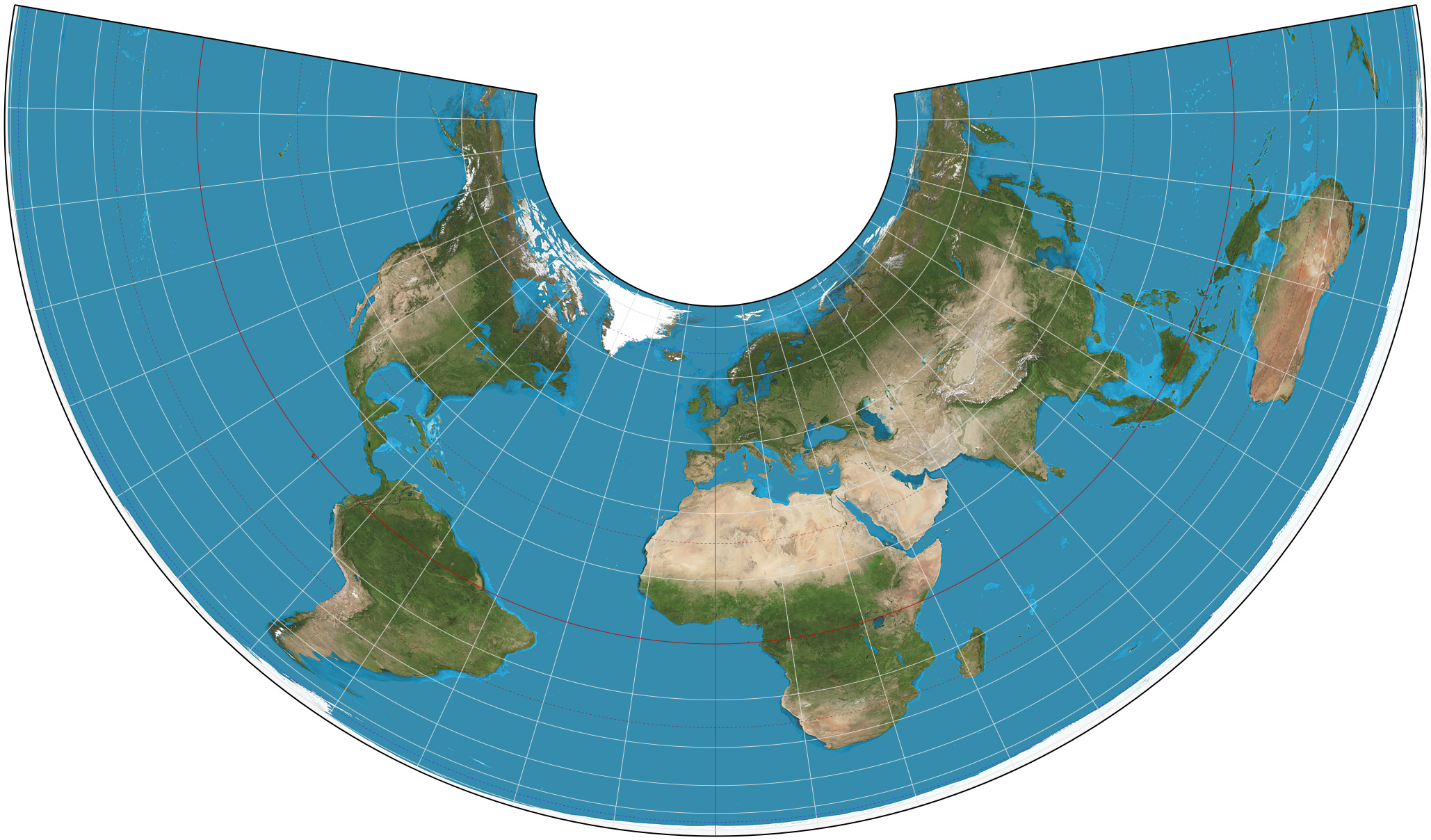
La projection d'Albers avec des parallèles standard 20°N et 50°N.

La projection d'Albers avec des parallèles standard 15°N et 45°N, les indicatrices de déformation de Tissot.

La projection d'Albers est une projection cartographique équivalente conique.
Cette projection est la projection officielle en Colombie-Britannique et au Yukon. Elle est aussi utilisée par l'USGS et le Bureau du recensement des États-Unis.